# Lamyctes pinampus
Lamyctes pinampus är en mångfotingart som beskrevs av Chamberlin 1910. Lamyctes pinampus ingår i släktet Lamyctes och familjen fåögonkrypare. Inga underarter finns listade i Catalogue of Life.